# Angels of the Silences
"Angels of the Silences" é uma canção escritra por Adam Duritz e Charlie Gillingham, gravada pela banda Counting Crows.
É o primeiro single do segundo álbum de estúdio lançado em 1996, Recovering the Satellites.

## Paradas
| Ano  | Parada                     | Posição |
| ---- | -------------------------- | ------- |
| 1996 | Hot Mainstream Rock Tracks | 4       |
| 1996 | Alternative Songs          | 3       |